# Otiorhynchus kollari
Otiorhynchus kollari — вид долгоносиков-скосарей из подсемейства Entiminae.

## Распространение
Распространён преимущественно в субальпах.

## Описание
Жук длиной 8-11 мм. Верхняя часть тела в золотых или зеленоватых чешуйках. Глаза более или менее равномерно выпуклые, выступающие из контура головы. Передние бёдра со слабыми зубцами а средние и задние с сильными.